# Gare de Témiscaming
La gare de Témiscaming est une ancienne gare ferroviaire canadienne, érigée par le chemin de fer Canadien Pacifique en 1927 lors de l’essor des exploitations forestières du Témiscamingue. Cette gare, dont la construction fut d'une somme considérable à l'époque, joua un rôle clé dans le développement économique au Témiscamingue, notamment en servant à l'approvisionnement du moulin de Témiscaming.
Plusieurs facteurs importants faisaient de Témiscaming un endroit idéal pour y construire une gare: la présence d'importantes réserves de bois, d'un accès par voie d'eau, d'un grand potentiel énergétique, de ressources en eau potable et du chemin de fer du Canadien Pacifique, qui pouvait desservir plusieurs agglomérations de la région à partir des années 1920.
Ce bâtiment, d'une grande valeur historique, a ouvert officiellement ses portes comme musée en juin 1996. Le Musée de la gare se situe près du ruisseau Gordon, de la rivière des Outaouais et du parc national d'Opémican.

## Histoire

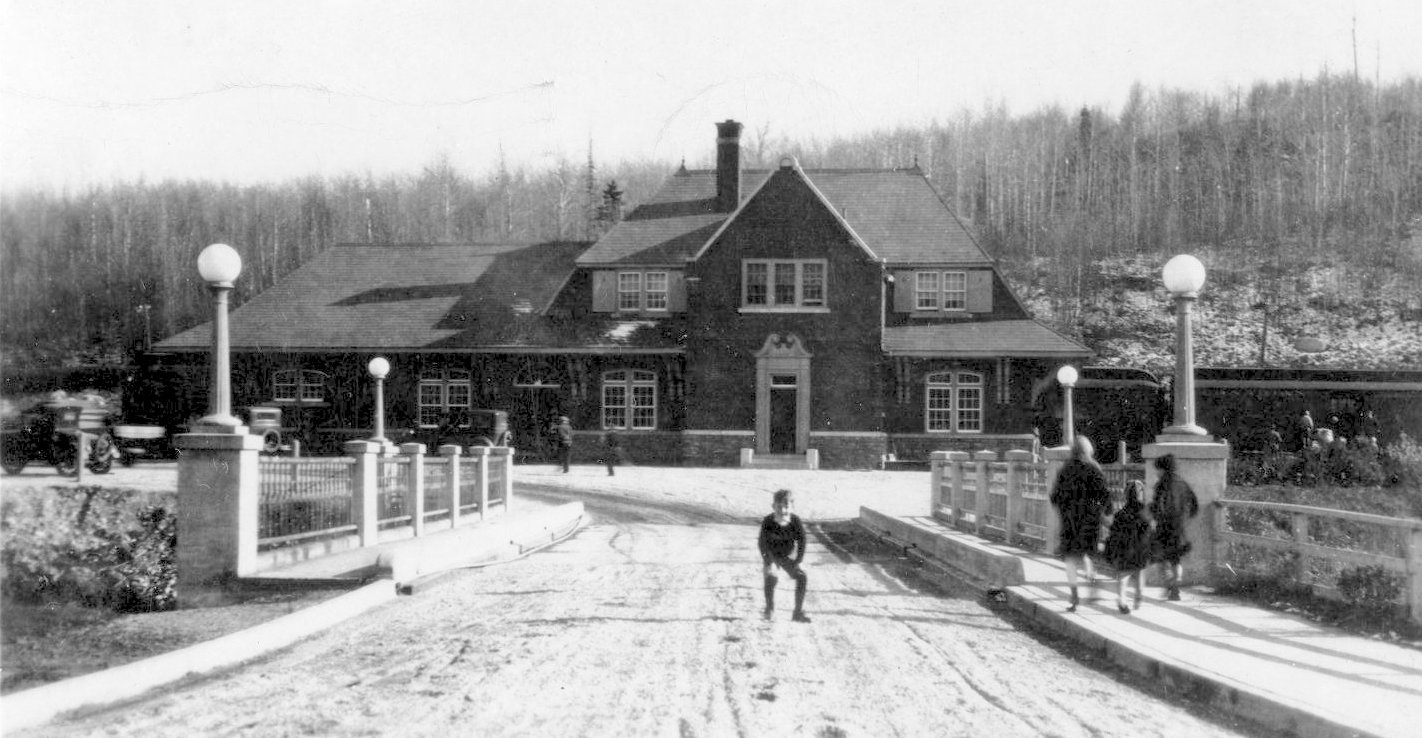
La gare peu après l'ouverture.

Le chemin de fer s'est déployé en trois étapes au Témiscamingue. Pendant la première étape, la Société de colonisation du lac Témiscamingue (SCLT) a construit un réseau de voie ferrée artisanale le long des rapides qui rendaient la navigation difficile sur la rivière des Outaouais, entre Mattawa et Témiscaming. Lors de la deuxième étape, le réseau ferroviaire s'est modernisé par la construction d'une ligne pour le lier au lac Kipawa, où l'exploitation forestière était importante. Dans une troisième étape, le réseau de chemin de fer s'est étendu dans l'ensemble du Témiscamingue, jusqu'au lac des Quinze.

### Colonisation et arrivée du chemin de fer
Situé au carrefour du bassin hydrographique du fleuve Saint-Laurent, avec son réseau de lacs et de rivières, le Témiscamingue constituait un endroit exceptionnel pour naviguer et traverser le territoire. La rivière des Outaouais, la plus longue rivière du Québec, permettait aux Anishinabek de voyager sur de grandes distances. C'est dans cette zone que se trouve Témiscaming, mot anicinabe (anicinabemowin) qui souligne la proximité du lac Témiscamingue, dont le nom remonte à  « tim », profond, et « kami », étendue d’eau, auquel on ajoute le locatif « ing ». Cet endroit fut pendant longtemps désigné sous le nom de Long Sault (rapides) par les missionnaires et commerçants.
La traite de la fourrure y était pratiquée depuis le XVIIe siècle. De 1720 à 1760, ce commerce était particulièrement abondant. Les coureurs de bois et commerçants y avaient d'ailleurs établi un campement. En 1839, sous la direction d'un missionnaire, une chapelle en billots y fut aussi construite.
C'est vers 1850 que débuta l’exploitation forestière au Témiscamingue. L'épuisement des forêts de pins dans la région de l'Outaouais incita les marchands de bois à étendre les coupes au bassin forestier de l'Outaouais supérieur. Dès 1853, la coupe de pins rouges et de pins blancs était pratiquée près du lac Kipawa. En 1863, des centaines de bûcherons travaillaient sur les chantiers près du lac Témiscamingue. L'importance du réseau hydrographique y permettait le flottage de bois sur de très longues distances. Pendant cette période, on assiste à l’établissement des premiers moulins à scie dans la région du Témiscamingue.  Vers 1888, sous un contrat de l'Upper Ottawa Improvement Company, Alex Lumsden organisa un circuit de flottage de bois sur la rivière des Outaouais et fit construire une importante scierie à la pointe d'Opémican, composée de 100 à 150 travailleurs. Vers 1900, une dizaine de scieries étaient en activité dans cette région.
L'exploitation forestière mena à la colonisation, avec l’arrivée du frère Leblanc accompagné de 13 familles, dans les années 1870. En 1884, les Oblats, avec le père P. Gendreau, fondèrent la Société de colonisation du lac Témiscamingue. C'est dans ce contexte que la municipalité de Témiscaming vit officiellement le jour en 1888.
Pour donner un élan à l'établissement de colons, la Société de la colonisation au lac Témiscamingue entreprit l'aménagement des voies d'accès à la région. Outre la construction de bateaux, la Société développa le chemin de fer. En 1885, elle reçut une subvention gouvernementale pour la construction d'un chemin de fer de 13 kilomètres le long des rapides, à Témiscaming. C'est ainsi qu'une centaine de travailleurs y construisirent des voies ferrées étroites. En 1886, la locomotive Gendreau fit également son arrivée à Témiscaming. Le chemin de fer permit d'expédier en train le bois exploité. Malgré ce développement pour répondre aux besoins de la colonisation, ce système ferroviaire artisanal ne pouvait pas lier les locomotives au réseau national. Par ailleurs, si ce système ferroviaire évitait uniquement les rapides, il laissait le reste du trajet à la navigation. Or, en 1891, le chemin de fer Canadien Pacifique devint propriétaire de ce réseau du Témiscamingue et planifia sa modernisation. Ces travaux commencèrent en 1894 et, deux ans plus tard, une nouvelle ligne de chemin de fer fut inaugurée. Celle-ci se rendit ainsi jusqu’à Kipawa, où l'activité forestière était importante.
Pendant cette période, vraisemblablement en 1887, une première gare est construite à Témiscaming, par la Compagnie de chemin de fer de colonisation du lac Témiscamingue. Elle comprenait un quai d’accostage permettant le transbordement des passagers et des marchandises sur les bateaux qui faisaient la navette vers les zones de colonisation situées au nord du lac.

### Développement du chemin de fer et de la ville
En 1917, dans le contexte d'activités forestières intensives au Témiscamingue, la Riordon Pulp and Paper Company ouvrit un moulin à Témiscaming. En fait, le sud du lac Témiscamingue présentait plusieurs atouts pour l'exploitation forestière. Cette zone était desservi par le Canadien Pacifique depuis 1894. De plus, les eaux du lac Kipawa constituait une source d'approvisionnement de l'usine. Cette compagnie avait acquis une concession de 6 600 km carrés, en vue d'exploiter pendant des décennies les ressources forestières dans la zone des lacs Simard et des Quinze et le long de la rivière Kinojévis.
Au cours de ces années, la Riordon fit construire la ville de Témiscaming pour y loger les travailleurs forestiers ainsi que leur famille. C'est en 1920 que Témiscaming accéda officiellement au statut de ville. En 1921, cette ville était composée de 1000 habitants. Après la Première Guerre mondiale, avec ses projets de grande envergure dans la ville de Témiscaming, la Riordon éprouva des difficultés financières. La compagnie ne fut pas en mesure de développer davantage la ville. Dans ces circonstances, la compagnie Canadian International Paper (CIP) acheta la Riordon et ses immenses réserves forestières. Dès 1922, la CIP poursuivit le développement de l'industrie et de la ville. Cette compagnie exerçait une large influence dans la ville, que ce soit en matière de taxes, d'administration, d'urbanisme, etc. Peu à peu, avec l'arrivée de plusieurs immigrants pour travailler au moulin, Témiscaming devint une ville cosmopolite.
Alors que la ville de Témiscaming était en pleine expansion, le réseau de chemin de fer se développa également au Témiscamingue. L'Interprovincial and James Bay Railway (partie du réseau du Canadien Pacifique) détermine le tracé que prendra le chemin de fer dès 1920. La construction commence en 1922, qui durera deux ans. Le chemin commence à Kipawa en 1922 et se termine à Angliers en 1924. Les trains commencent à circuler en 1924 et plusieurs gares s'élèvent le long de la ligne. Le chemin de fer représente le seul moyen terrestre de relier Témiscamingue aux autres localités de la région. Un embranchement partira de Témiscaming vers Kipawa. Le tracé fait la consternation de certains; l'abbé Fugère (curé de Fugèreville) demandera au gouvernement provincial d'intervenir pour que le futur chemin de fer passe le long des paroisses de colonisation à l'est et au nord de Témiscaming (pour favoriser leur développement). Ils ignoreront les souhaits du prêtre ; les facteurs économiques prennent l'avant et le chemin suivra le tracé original . L'Interprovincial and James Bay est loué à la Compagnie de chemin de fer du Canadien-Pacifique en 1922.
Ce réseau de chemin de fer permettait essentiellement d'approvisionner les chantiers et les dépôts forestiers. Par train étaient acheminés les chevaux, les provisions et l'équipement des travailleurs. Les agriculteurs de la région pouvaient aussi avoir recours à la voie ferrée pour expédier au moulin de Témiscaming le bois coupé sur leur terre. Ils pouvaient également s'en servir pour acheminer leurs produits. Bien que la Société de la Colonisation ne parvint pas à influencer le tracé du chemin de fer, ce dernier a tout de même contribué à l'établissement des colons au Témiscamingue.
La gare, qui avait été construite en 1887, fut incendiée vers 1920. La compagnie ferroviaire fit alors construire au même endroit un bâtiment temporaire qui servit de gare jusqu’en décembre 1927.
En 1927 également, le chemin de fer jouait un rôle économique suffisamment important pour justifier la construction d'une nouvelle gare à Témiscaming. Cette nouvelle gare fut érigée entre le ruisseau Gordon et la voie ferrée menant vers le lac Kipawa. Une somme de 30 000 $ a été consacrée à ce projet. À cet endroit arrivaient les passagers ainsi que les produits et les marchandises commandées par les commerçants. Cette gare se différenciait des autres de son époque par son style et son architecture unique. Elle se composait d'une structure de maçonnerie de briques, de planchers de béton et d'un revêtement extérieur en briques et en pierres. La gare abritait deux étages. Le chef de gare se logeait en haut et au première étage se trouvaient les services aux passagers et deux salles d'attente, dont l’une était strictement réservée aux femmes et aux enfants. Le bâtiment a été restauré et transformé en musée pour permettre aux visiteurs de découvrir la gare de l'époque. Son architecture s'inspire d'un modèle de gare populaire au début du XXe siècle. La partie inférieure de la gare est construite avec des blocs irréguliers de gneiss granitique de la région .
Caractéristique plutôt unique pour l’époque, cette gare possède deux façades : l’une donnant sur les voies ferrées et l’autre, sur la ville. Elle présentait sa plus belle façade à la ville tandis que jusqu’au début du XXe siècle, les gares faisaient généralement dos à celles-ci.
En 1927-1928, pour faciliter l'accès à la gare de Témiscaming qui venait d'être construite, la CIP fit construire un pont sur le ruisseau Gordon. Dans les années 1945 à 1950, puisqu'un barrage au Rapide des Joachim éleva le niveau de l’eau, le chemin de fer fut transporté plus haut dans la montagne.

### De 1970 à aujourd'hui
En 1972, pour causes de baisse du marché et de la production, de l'économie incertaine et de la compétition entre les compagnies forestières, le moulin de la Canadian International Paper ferma. La population de Témiscaming fut consternée de cette nouvelle, alors que l'exploitation forestière y était pratiquée de façon intensive depuis des décennies. Au moins 530 travailleurs réguliers et 300 saisonniers y perdirent leur emploi.
En 1973, un groupe d'employés de l'usine, en collaboration avec le syndicat, achetèrent les installations de la CIP à Témiscaming. Ils fondèrent  ainsi la compagnie Tembec pour poursuivre l'activité forestière dans la région en utilisant le moulin. Par la suite, en 1974, les employés modernisèrent l'usine et Tembec prit de l'expansion pour devenir un joueur important en Amérique du Nord.

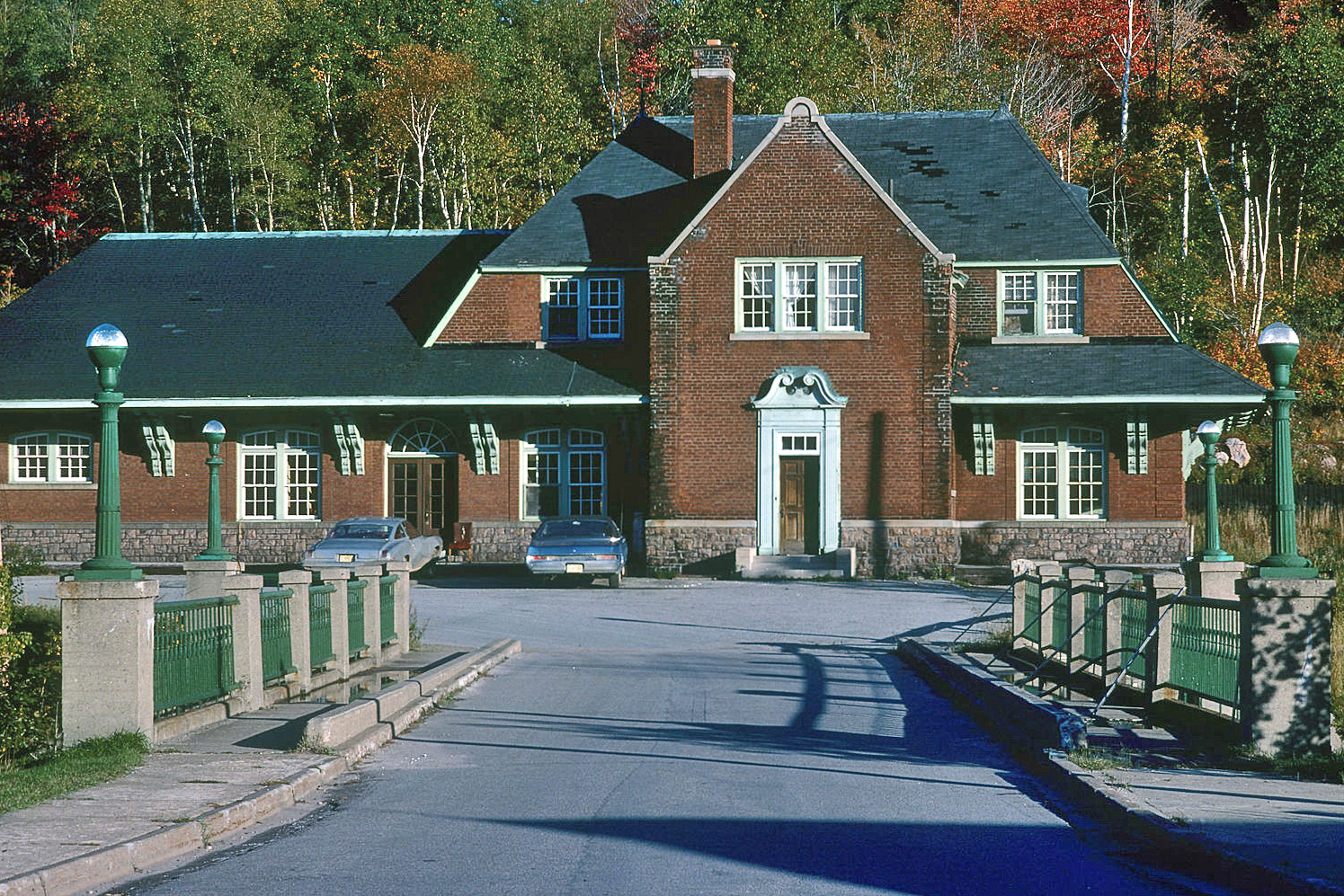
La gare en 1979, l'année de son classement

Dans les années 1970, dans le contexte où la CIP ferma son usine, le Canadien Pacifique cessa ses activités de transport au Témiscamingue. La gare de Témiscaming était la seule à ne pas avoir été détruite. En 1979, la Commission des biens culturels du Québec désigne la gare de monument historique.
La gare demeura à l’abandon durant de longues années : "Le 20 janvier 1986, la Commission canadienne des transports ordonnait (ordonnance no R-38909) que soit abandonnée l'exploitation du tronçon nord de la ligne, entre Gendreau (p.m. 47,9) et Laverlochère (p.m. 106,5)" . En 1987, le Canadien Pacifique lève les rails au nord de Témiscaming (éliminant ainsi l'accès à la gare de Témiscaming), laissant seulement un embranchement menant au moulin à papier Tembec de la ville . Par la suite, la gare de Témiscaming subit du vandalisme. Or, en 1993, la ville de Témiscaming acheta le bâtiment et entreprit sa rénovation. En 1994, un incendie criminel détruisit toutefois la charpente du toit et les structures du premier étage. Néanmoins, grâce à la mobilisation du Comité des amis de la gare et l’intervention de Tembec, le bâtiment ne fut pas démoli. En 1995, le projet de sauvetage de la gare permit la reconstruction du premier étage ainsi que la restauration des espaces du rez-de-chaussée.
En 1996, dans le cadre du 75e anniversaire de la ville de Témiscaming, l'ancienne gare du Canadien Pacifique fut restaurée et ouverte officiellement. Elle fut dès lors transformée en musée et bureau d'accueil touristique. Dans ce musée sont ainsi racontés les évènements marquants de la ville.  Ce musée porte sur le patrimoine architectural et industriel de la ville.

## Patrimoine ferroviaire

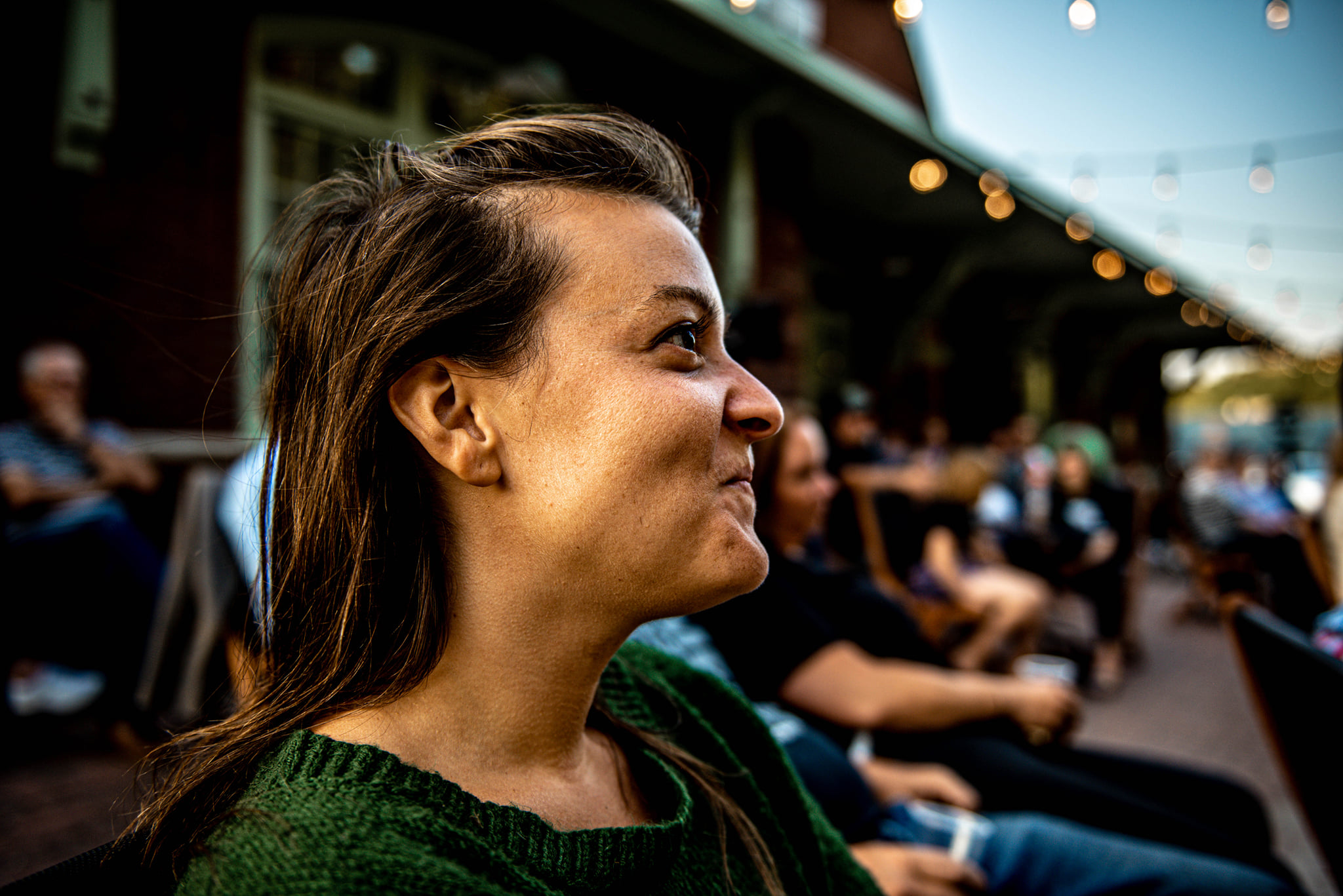
Musée de la gare, photo prise par Marie-Pier Valiquette

Depuis sa fermeture, la gare sert de musée, de salle d'exposition et de kiosque d'information touristique qui accueille environ 800 visiteurs par année. En 2012, elle est classée lors de l'entrée en vigueur de la Loi sur le patrimoine culturel. En 2015, "(l)e gouvernement du Québec octroie une aide financière de 240 000 $ pour la restauration du Musée de la gare de Témiscaming. Le projet est d'une valeur de 270 000 $." Ces  fonds serviront à restaurer les fondations, la toiture et la ventilation du bâtiment de la gare . De plus, elle est la seule gare encore existante au Témiscamingue (en 2017) .

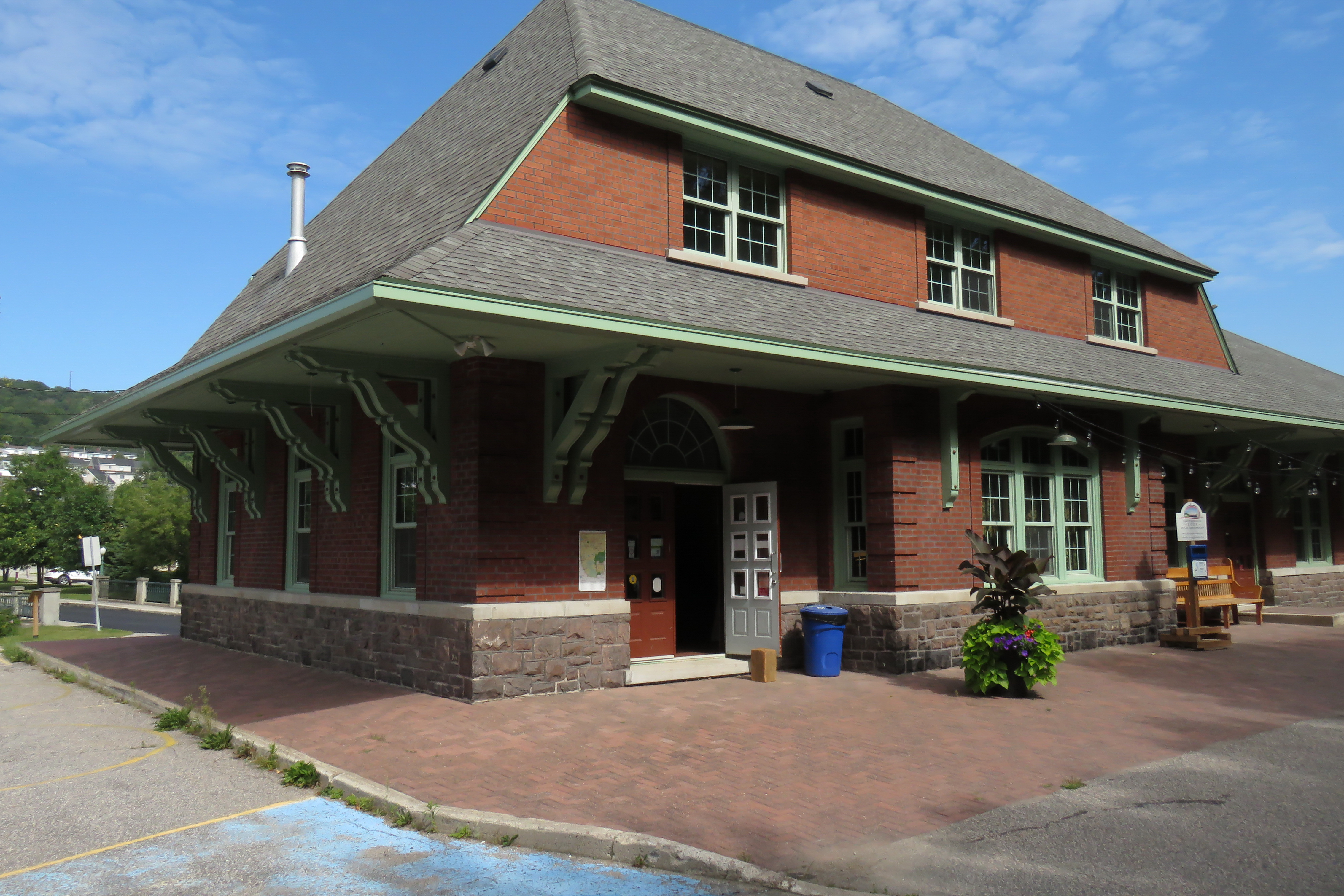
La gare vue du côté du quai

Construite en brique rouge sur un plan rectangulaire, elle "est coiffée d'un toit à croupes et ses murs sont protégés par de larges avant-toits supportés par des consoles. Elle se divise en deux volumes distincts. Sa moitié nord comprend un seul étage, tandis que sa moitié sud, à deux étages, présente au centre de sa façade principale un avant-corps terminé par un pignon. Située au pied d'une colline boisée, la gare est séparée des autres bâtiments de la ville de Témiscaming par un cours d'eau." Elle comprenait un logement pour l'agent de la gare au deuxième niveau du corps principal, avec un bureau du télégraphiste et du guichet à billets, ainsi qu'une salle d'attente réservée aux femmes. La partie est du bâtiment était consacrée à l'entreposage des marchandises .

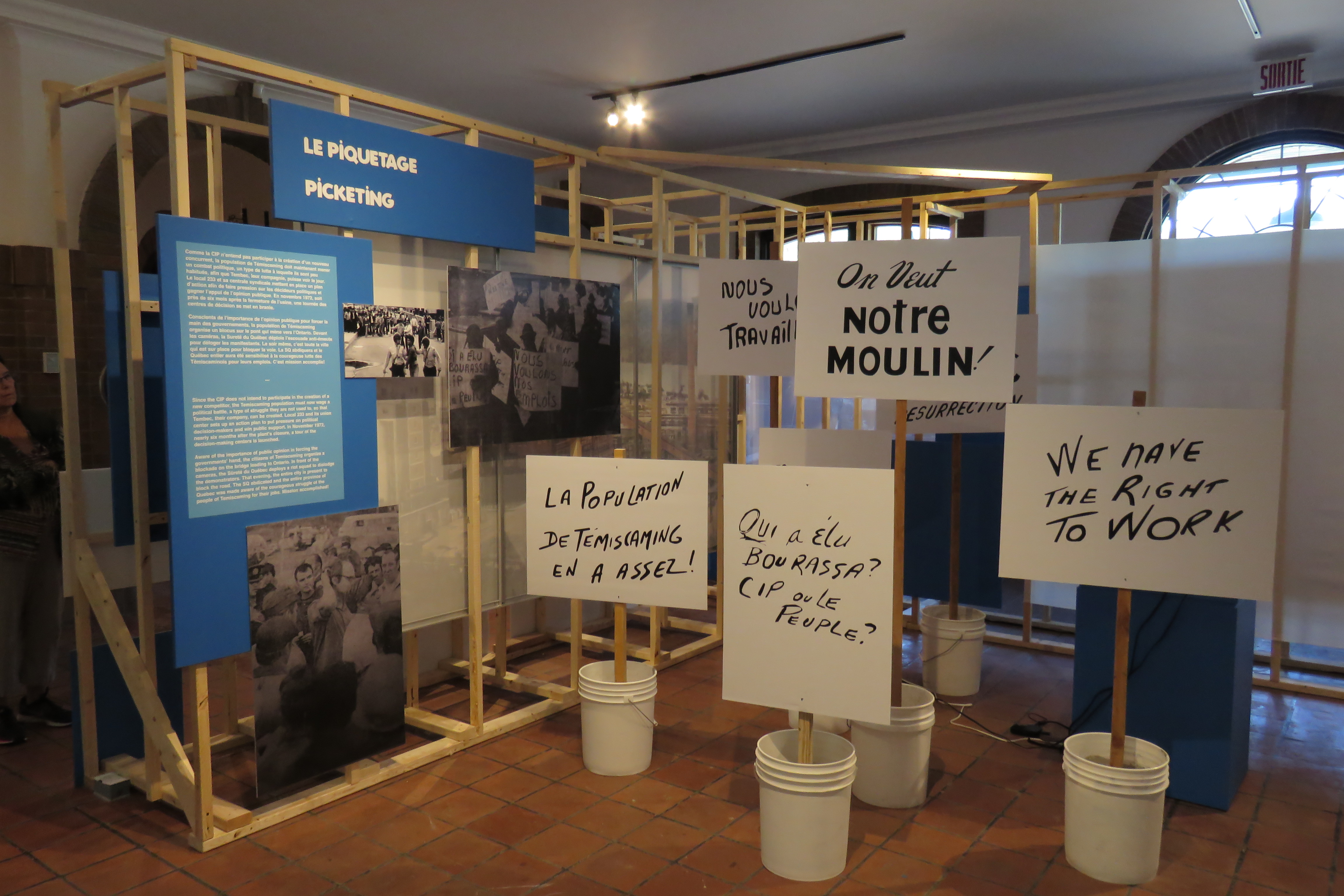
Une vue du musée relatant la création de l'entreprise Tembec en 1973

Le musée a avant tout la volonté de faire connaître la richesse et la profondeur du territoire de Témiscaming et également de transmettre des connaissances aux générations futures. La gare de Témiscaming présente aussi un intérêt patrimonial pour sa grande valeur historique. Le bâtiment évoque l'importance du réseau ferroviaire dans le développement de la région. Il s'agissait d'un moyen de communication important à l'époque. De fait, c'est à la gare qu’arrivait le courrier et les marchandises commandées par les résidents et les commerçants. La mise en place de ce système, en rompant l'isolement, a encouragé la colonisation et l'expansion de l'industrie forestière au Témiscamingue. La gare de Témiscaming témoigne ainsi du développement socio-économique de la ville et de la région au début du XXe siècle.
C'est aujourd'hui Marie-Pier Valiquette qui est la directrice générale de cet organisme patrimonial. Le Musée de la gare fait partie du Réseau muséal de l'Abitibi-Témiscamingue. Ce dernier lui a attribué un sceau de qualité, le Label Muséo-Famille, pour les nombreux services que l'organisme offre aux familles en visite. Cette institution est aussi membre du regroupement Mémoire des chemins d'eau, qui rassemble dix musées et sites touristiques du Témiscamingue. En plus d'être un lieu historique, le Musée de la gare accueille divers évènements culturels, notamment des spectacles pendant la saison estivale. Cette gare constitue ainsi un lieu de rassemblement qui favorise les échanges. Finalement, le musée s'est également doté d'une application mobile. Par le biais d'une carte détaillée, l'application propose aux touristes un circuit de lieux culturels et historiques à visiter dans la ville de Témiscaming. L'application met en vedette ces lieux par des images et descriptions. Cette application est téléchargeable via App store: https://appadvice.com/app/.